# Ban San Sai Noi
Ban San Sai Noi (Thai: บ้านสันทรายน้อย) is een plaats in de tambon Ban Dai in de provincie Chiang Rai. De plaats telde in mei 2011 in totaal 644 inwoners, waarvan 307 mannen en 337 vrouwen. Ban San Sai Noi telde destijds 263 huishoudens.
In de plaats bevindt zich een boeddhistische tempel, de "Wat Ban San Sai Noi".